# طارق حسن (لاعب كرة قدم إماراتي)
طارق حسن (مواليد 18 مارس 1983، لاعب كرة قدم إماراتي يجيد اللعب في الوسط مع نادي العربي .
لعب مع نادي الوصل وانتقل إلى العربي عام 2014 و مثل منتخب الإمارات .